# San Andrés Sotavento
San Andrés Sotavento är en kommun i Colombia.   Den ligger i departementet Córdoba, i den norra delen av landet, 500 km norr om huvudstaden Bogotá. Antalet invånare är 63 147. Arean är 336 kvadratkilometer.
Terrängen i San Andrés Sotavento är platt.